# Diarthrodes imbricatus
Diarthrodes imbricatus är en kräftdjursart som först beskrevs av Brady 1883.  Diarthrodes imbricatus ingår i släktet Diarthrodes och familjen Thalestridae. Inga underarter finns listade i Catalogue of Life.